# Rajons de Talsi
Le rajons de Talsi se situait dans l'extrême nord-ouest de la Lettonie avec une ouverture sur la mer Baltique et une autre sur le golfe de Riga. Les rajons ont été supprimés par la réforme administrative de 2009.

## Population
Au recensement de l'an 2000, le district avait 49 814 habitants, dont :
- Lettons : 45 775 personnes, soit 91.90 %.
- Russes :  1 799 personnes, soit  3,61 %.
- Biélorusses :    418 personnes, soit  0.84 %.
- Ukrainiens :    369 personnes, soit  0.74 %.
- Polonais :    329 personnes, soit  0,66 %.
- Lituaniens :    257 personnes, soit  0,52 %.
- Autres :    867 personnes, soit  1,74 %.

Le terme Autres inclut notamment des ressortissants issus de l'ex-URSS (Estoniens, Kazakhs, Moldaves...), ainsi que des Rroms (population estimée à environ 1,2 %) et des Lives, une communauté autochtone de  finno-ougrienne.

## Subdivisions

### Pilseta
- Talsi

### pagasts
- Rojas pagasts
- Kolkas pagasts
- Valdemarpils pagasts